# Gaudenz Ambühl
Gaudenz Ambühl (ur. 11 maja 1954) – szwajcarski biegacz narciarski.
W 1978 wystartował na mistrzostwach świata, na których zajął 25. miejsce w biegu na 15 km z czasem 51:20,49 s i 28. na 30 km z czasem 1:38:38,01 s.
W 1980 wystąpił na igrzyskach olimpijskich, na których wziął udział w biegu na 30 i 50 km oraz w sztafecie 4 × 10 km. Biegu na 50 km nie ukończył, a na 30 km był 24. z czasem 1:32:06,20 s. Sztafeta z jego udziałem uplasowała się z kolei na 7. pozycji z czasem 2:03:36,57 s.
Jest bratem Joosa Ambühla, który również startował na igrzyskach olimpijskich w biegach narciarskich.